# Miff Mole
Irving Milfred Mole, detto Miff (Roosevelt, 11 marzo 1898 – New York, 29 aprile 1961), è stato un trombonista e direttore d'orchestra statunitense.
È generalmente considerato uno dei più grandi trombonisti della storia del jazz
e gli viene attribuita la creazione del "primo stile solistico distintivo e influente per trombone jazz".
Le sue registrazioni più significative includono Slippin 'Around e Red Hot Mama del 1924, con Sophie Tucker alla voce, Wait and See, Toddlin' Blues e Davenport Blues, quest'ultimo registrato nel 1925 con Bix Beiderbecke alla cornetta e Tommy Dorsey al trombone.

## Carriera
Miff Mole nacque a Greenwich Point, in seguito ribattezzata Roosevelt, Long Island, New York. Fin da bambino studiò violino e pianoforte, passando poi al trombone all'età di 15 anni.
Dal 1918 al 1919 suonò nell'Acme Sextett con Benny Krueger (sassofono), Ernie Holst (violino) e Edwin Taylor Williams (banjo). Successivamente, per due anni, fece parte dell'orchestra di Gus Sharp. Negli anni '20, divenne una figura di spicco nella scena musicale di New York: fu membro degli Original Memphis Five (1922) e suonò con Ross Gorman, Roger Wolfe Kahn, Sam Lanin, Ray Miller e molti altri. Tra le sue attività, come molti musicisti jazz dell'epoca, figuravano anche lavori per orchestre di film muti e per programmi radiofonici.
Tra il 1926 e il 1929, insieme al trombettista Red Nichols, guidò una band chiamata Miff Mole and His Little Molers, che registrò frequentemente fino al 1930.
Mole e la sua band accompagnarono Sophie Tucker, conosciuta come "The Last of the Red Hot Mammas" e una delle cantanti più popolari degli anni '10 e '20. La accompagnarono nelle sue registrazioni Okeh del 1927 di brani come "After You've Gone", "Fifty Million Frenchmen Can't Be Wrong", "I Ain't Got Nobody" e "One Sweet Letter from You". Mole e la sua band, che includeva musicisti del calibro di Eddie Lang, Jimmy Dorsey, Red Nichols e Vic Berton, la accompagnarono anche nelle esibizioni dal vivo.
Dal 1925 al 1929, Mole fu strettamente associato alle band guidate dal cornettista Red Nichols: The Red Heads, The Hottentots, The Charleston Chasers, The Six Hottentots, The Cotton Pickers, Red and Miff's Stompers, e in particolare Red Nichols and His Five Pennies. Queste band incisero per etichette diverse, Perfect, Domino, Pathé, Edison, OKeh e Victor, ma il nome Five Pennies venne usato solo per le registrazioni su Brunswick. 
La formazione originale dei Five Pennies comprendeva Red Nichols alla cornett, Mole al trombone, Jimmy Dorsey al clarinetto e al sassofono contralto, Eddie Lang alla chitarra, Arthur Schutt al pianoforte e Vic Berton (che ideò il nome del gruppo) alla batteria. La formazione cambiò e si espanse con gli anni, ifurno aggiunti musicisti come il clarinettista Pee Wee Russell, il violinista Joe Venuti, il sassofonista basso Adrian Rollini, il suonatore di tuba e contrabbasso Joe Tarto, il trombonista Glenn Miller e trombettisti aggiuntivi come Leo McConville e Charlie Teagarden.
Quando Jack Teagarden arrivò a New York nel 1928, sostituì Mole come modello per i trombonisti, introducendo un approccio più legato e orientato al blues. Dopo aver iniziato a lavorare per la radio nel 1927 (presso WOR), Mole concentrò la sua attenzione sul lavoro con la NBC (1929–1938). Tra il 1938 e il 1940, fu membro dell'orchestra di Paul Whiteman, ma il suo stile si era ormai modificato sotto l'influenza di Teagarden. Tra il 1942 e il 1943, Mole suonò nell'orchestra di Benny Goodman,  tra il 1942 e il 1947 diresse band di dixieland. Lavorò a Chicago tra il 1947 e il 1954.
A causa di problemi di salute, Mole suonò sporadicamente durante i suoi ultimi anni. Morì a New York City il 29 aprile 1961. Un evento di beneficenza per raccogliere fondi per le sue spese mediche fu organizzato troppo tardi. Fu sepolto nella tomba di famiglia nel Greenfield Cemetery, Hempstead, Long Island, New York.

### Eredità Musicale
Lo stile solista di Mole, caratterizzato da salti di ottava, "shakes" (tremoli) e cadenze rapide, ebbe un profondo effetto sul modo di suonare il trombone jazz della sua epoca. Tra coloro che emularono il suo stile figurano i trombonisti Bill Rank, Glenn Miller, Tommy Dorsey e Jimmy Harrison. La sua registrazione del 1928 di Shim-Me-Sha-Wabble con i Little Molers (Okeh) fu utilizzata nella colonna sonora del film di Russell Crowe Cinderella Man (2005). La sua composizione There'll Come a Time (Wait and See), scritta con Wingy Manone, fu inclusa nella colonna sonora del film nominato all'Academy Award Il curioso caso di Benjamin Button (2008)

## Discografia
- 1927-00 - The Chronological (Classics, 2002)
- 1928-37 - The Chronological (Classics, 2003)
- 1944.02 - Miff Mole and his World Jam Session Band, 1944 (Jazzology, 1982) Radio Transcriptions
- 1944-00 - Bobby Hackett/Miff Mole At Nicks 1944 (Commodore, 1985) Miff Mole and His Nicksielanders only in the 6 tracks of B side
- 1945.03 - Manhattan masters, 1954 (Manhattan, )
- 1951-00 - Dixieland at Jazz Ltd, Vol. 1 (Atlantic, 1952) 10" Lp
- 1950-56 - Doorway To "Dixie" (Argo, 1957)
- 1959.11 - Aboard The Dixie Hi-Flyer (Stepheny records, 1959) Reissued as The Immortal Miff Mole (Jazzology, 1982)